# Pijnackeria lelongi

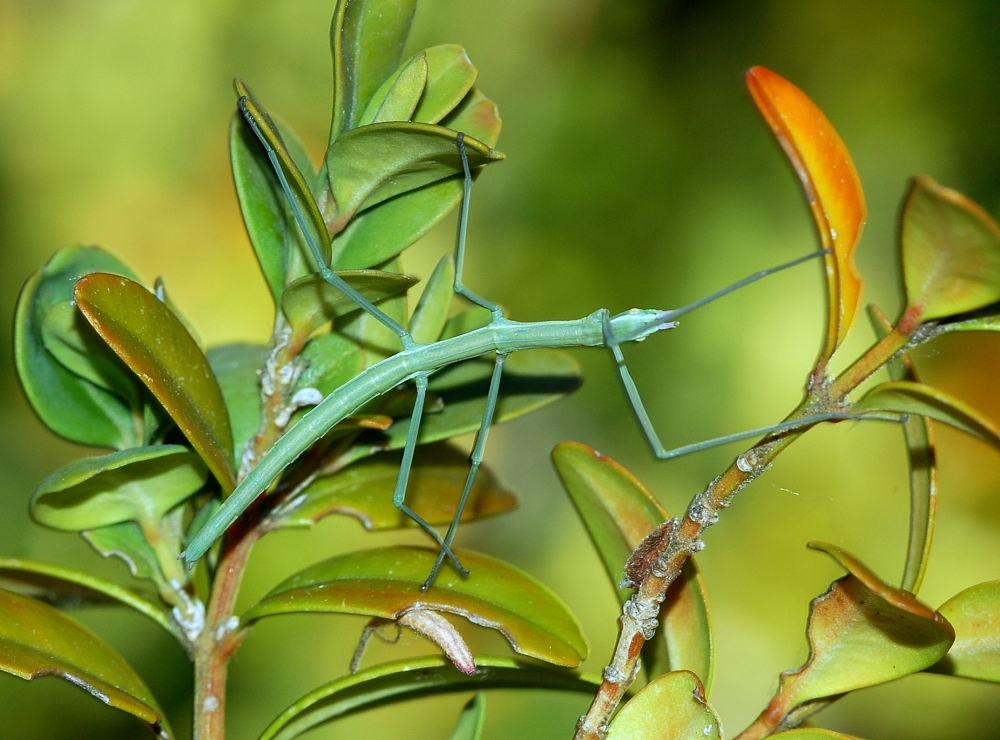
Pijnackeria masettii, przedstawiciel tego samego kompleksu gatunkowego, triploidalny, partenogenetyczny mieszaniec po prawdopodobnie wymarłym gatunku matczynym.

Pijnackeria lelongi – wymarły gatunek straszyka z rodziny Diapheromeridae i podrodziny Pachymorphinae.
Gatunek ten formalnie opisali w 2013 roku Valerio Scali, Liliana Milani i Marco Passamonti. Epitet gatunkowy nadano na cześć Philippe’a Lelonga, który jako pierwszy odkrył osobniki tego gatunku w 1992 roku. Przed formalnym opisem notowany był w literaturze jako Leptynia hispanica C, gdyż już wcześniejsze badania cytologiczne i genetyczne pozwoliły stwierdzić, że Leptynia hispanica stanowi w rzeczywistości kompleks gatunków bliźniaczych. Rangę rodzaju pod nazwą Pijnackeria nadał owemu kompleksowi Valerio Scali w 2009 roku.
Zbadany samiec osiągał 46,5 mm, a samica – 62,1 mm długości ciała. Ubarwienie wysuszonego holotypu samca jest jasnocynamonowe z brązową linią przez środek grzbietu. Paratypowa samica jest jasnozielona z jasnobrązowymi udami przedniej pary i odsiebnymi członami czułków. Czułki samca (n=5) zbudowane są z 16 członów i mają od 6,4 do 6,8 mm długości. Czułki samicy (n=6) zbudowane są z 16 lub 17 członów i mają od 4 do 4,6 mm długości. Odnóża tylnej pary cechują się udami sięgającymi do okolicy połączenia siódmego i ósmego sternitu odwłoka. Długość tych ud u samca (n=2) wynosi 17 mm, a u samicy (n=2) od 15,8 do 16 mm. Przysadki odwłokowe (klaspery) samca mają od 2,2 do 2,3 mm długości, są zakrzywione; każda z nich z mającym około 0,3 mm długości i stożkowaty kształt zębem. Vomer subanalny nie występuje. Samice, tak jak u innych przedstawicieli rodzaju, mają spiczasty i sztywny wierzchołek odwłoka. Podobnie jak u P. barbarae pokładełko jest ścięte, z wcięciem na tylnej krawędzi.
Gatunek dwupłciowy, diploidalny. Kariotyp samca to 2n=37, a samicy 2n=38. Jego charakterystyczne cechy obejmują akrocentryczność chromosomów 16 pary (u innych przedstawicieli rodzaju para ta jest metacentryczna lub submetacentryczna) oraz liczbę i pozycję satelitów (m.in. obecność satelitów na chromosomach 2). Ponadto gatunek ma wyraźnie specyficzne sekwencje: mitochondrialną cox2 i jądrową ef1-α. Jaja (n=2) tego gatunku mają od 3,7 do 4,8 mm długości, a ich szerokość jest od 2,71 do 2,96 raza większa od długości. Są one owalne, piaskowo ubarwione.
Owad ten był endemiczny dla Hiszpanii. W 1992 roku występował na niewielkim terenie pagórkowatym w okolicach Ermita de Santa Lucía, w pobliżu Alcocéber, gdzie żerował na żarnowcu miotlastym. Teren ten został jednak całkowicie oczyszczony z krzewów tego gatunku w ramach polityki zapobiegania pożarom i wprowadzania udogodnień dla turystyki. W 2010 roku nie odnaleziono już P. lelongi ani na tym stanowisku, ani na dokładnie przeszukanym terenie o powierzchni 100 km² je otaczającym.